# Werter
Werter – główny bohater dzieła jednego z twórców preromantycznych, J.W. Goethego pt. Cierpienia młodego Wertera,  które często utożsamiane jest z formą rozrachunku Goethego z pewnym etapem jego życia (silnie zarysowane podłoże biograficzne utworu).

## Szczegóły fabularne
Werter był przedstawicielem mieszczan. Marzeniem jego matki było, aby jej syn poświęcił się karierze dyplomatycznej. W związku z tym otrzymał on staranne wykształcenie, miał możliwość zaznajomienia się z dziełami Homera oraz tworzenia własnych obrazów. Odczuwał samotność. Odznaczał się wrażliwością na problemy innych, wykazywał inicjatywę w ich rozwiązywaniu, często poddawał się zmianom nastrojów. W momencie, gdy spotkał Lottę, zauroczył się nią. Poddał się odczuwanym emocjom. Swoje uczucie wyrażał w słowach: czasami nie rozumiem wprost, jak może i śmie kochać ją inny, gdy to ja przecież kocham ją tak wyłącznie, szczerze i bezwzględnie, że nic innego nie znam, nie wiem i nie mam poza nią jedyną.

## Wątki biograficzne
W sylwetce Wertera można dopatrzeć się wielu epizodów z życia Goethego:
- Werter, tak jak Goethe, opisywał swoje zawody miłosne i przelewał swoje uczucia z nimi związane na papier w formie listów, które później adresowane były do jego przyjaciół.
- Literackie fascynacje Wertera pokrywały się z upodobaniami Goethego.
- Niektóre poglądy i zamiłowania, np. zamiłowanie do literatury i sztuki, niechęć czy uprzedzenie do narzuconej mu przez rodzinę i otoczenie służby publicznej
- Historia nieszczęśliwej miłości Goethego do Charlotty Buff pokrywa się z historią miłości Wertera i Lotty, córki komisarza Walheim
- Śmierć Wilhelma Jerusalema była pierwowzorem śmierci Wertera (powolny zgon spowodowany strzałem w skroń, ubiór - niebieski frak i żółta kamizelka oraz Emilia Galotti Lessinga na biurku)

## Odbiór Wertera w społeczeństwie europejskim
Jego rozpacz i cierpienie budzą u czytelnika współczucie i niekiedy chęć upodobnienia się do bohatera. Tuż po wydaniu Cierpień Młodego Wertera nastąpiła fala samobójstw. Nastała moda na niebieski frak i żółtą kamizelkę. Werter Goethego stał się symbolem postawy życiowej określanej mianem werteryzmu. Jej cech można się dopatrzeć u bohaterów dzieł epoki romantyzmu (np. u Mickiewiczowskiego Gustawa z IV części "Dziadów"). Dzieło Goethego zainspirowało również Juliusza Masseneta do skomponowania opery Werther.